# Кирил Ерменков
Кирил Ерменков Найденов е български политик, инженер и министър на транспорта.

## Биография
Роден е на 28 май 1938 г. в София. През 1963 г. завършва ВМЕИ. Между 1963 и 1975 г. работи в Научноизследователския институт по транспорта. От 1975 до 1990 г. работи в Министерството на транспорта последователно като главен инженер, главен специалист и експерт. От 1990 до 1993 г. е заместник-министър на транспорта в правителствата на Димитър Попов, Филип Димитров и Любен Беров. През 1993 г. става министър на транспорта в правителството на Любен Беров на мястото на Нейчо Неев. Депутат в XXXVIII народно събрание и председател на Комисията по енергетика и енергийни ресурси.